# Torcuato Luca de Tena y Álvarez-Ossorio

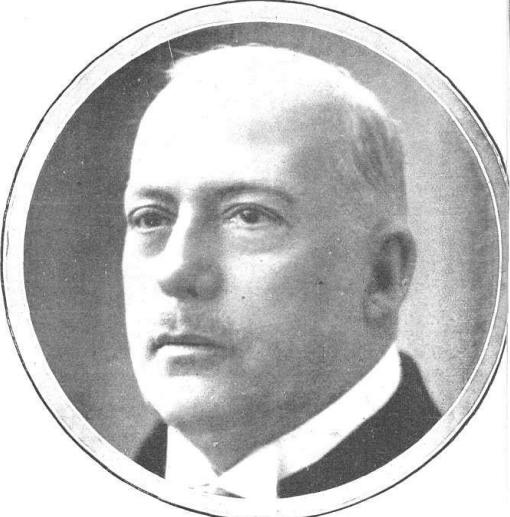
Torcuato Luca de Tena y Álvarez-Ossorio, el 1929

Torcuato Luca de Tena y Álvarez-Ossorio (Sevilla, 21 de febrer de 1861 – Madrid, 15 d'abril de 1929) fou un periodista i empresari espanyol, I marquès de Luca de Tena, que contribuí amb les seves publicacions a la renovació de la premsa espanyola de la seva època.

## Biografia
Fill d'una acomodada família industrial de Sevilla, vinculada d'antany a l'esperit liberal de la ciutat, va fer allí els seus primers estudis. Tot just complerts els 12 anys, va fundar a Madrid, amb altres companys de la seva edat, un setmanari infantil, titulat La Educación, prova precoç de la seva vocació periodística. Mentre estudiava la carrera de Dret, es va iniciar com a agregat diplomàtic a l'ambaixada d'Espanya al Marroc, entre 1876 i 1878. Després d'aquesta curta però intensa experiència diplomàtica, i acabada la seva llicenciatura a la Universitat madrilenya, va estar uns 10 anys dedicat als negocis familiars i a l'alta banca, viatjant amb freqüència per l'estranger, on va poder estudiar de prop el grau d'avançament que tenia en aquell temps el periodisme europeu.
El Madrid social de la Regència li va fer desembocar, per pura vocació periodística, pel seu temperament espanyolista i pel seu depurat gust artístic, en el món del periodisme. Luca de Tena va intuir el modern sentit empresarial de la premsa en una època en què començava a fer crisi el vell estil dels òrgans polítics espanyols. Així va sorgir la idea de crear Blanco y Negro, la primera empresa important de Luca de Tena al servei del periodisme espanyol. Fundat a Madrid el 10 maig 1891, va ser l'exponent més clar de com triomfaria el lema «La letra con monos entra» entre grans sectors de públic.

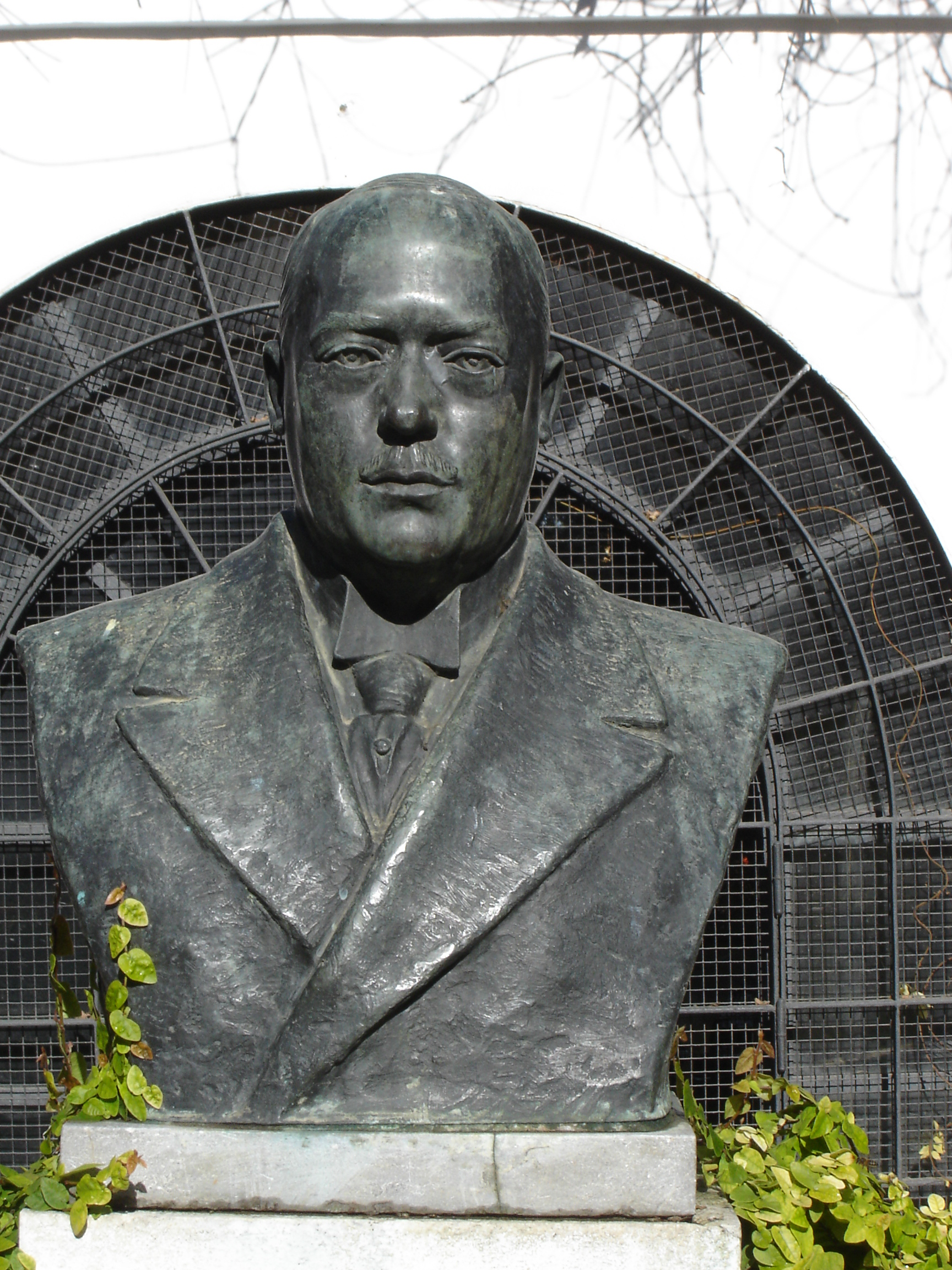
Bust de Torcuato Luca de Tena, a la Glorieta de Luca de Tena, ubicada dins del Parc de María Luisa de Sevilla

La revista Blanco y Negro va ser la base editorial des de la qual Luca de Tena va partir per a la creació d'ABC, nascut com a setmanari l'1 de gener 1903 i convertit en diari l'1 de juny de 1905. Les diferents campanyes patriòtiques d'aquest rotatiu li van consolidar aviat el prestigi institucional. Luca de Tena va aixecar una empresa editorial, rensa Española, que va ser la instal·lació periodística més important d'Espanya en la seva època fundacional, i la va dotar amb els avenços tècnics més moderns en les arts gràfiques; d'ella van ser sortint molts títols de diaris i revistes: Gedeón (1895-1907), Gente Menuda (1906-1910), Actualidades (1908-1910), El Teatro (1909-1910), Los Toros (1909-1910) i Ecos (1912), diari de la nit.
Encara que va procurar sempre a les seves empreses certa càrrega ideològica, atenuada pel seu espanyolisme i el seu ideari monàrquic, Luca de Tena va militar en el partit liberal conservador i va ser diputat per Martos en les legislatures de 1893, 1898 i 1901, i senador, per Jaén el 1903 i 1905 (ua seva vinculació amb Jaén li ve a través del seu matrimoni amb Esperanza García de Torres León, neboda del cèlebre polític liberal Eduardo León y Llerena, propietari del Balneari de Marmolejo de 1882 a 1900), i per Sevilla el 1907, sent-ho més tard vitalici fins a la dictadura del general Primo de Rivera, el 1923. Luca de Tena va refusar dues vegades ser ministre, amb Canalejas primer, i amb Maura després, però en la seva vida parlamentària va intervenir defensant problemes del ram de comunicacions, i per la seva iniciativa es van aconseguir reformes tan interessants per al periodisme com la lliurança de premsa, el franqueig concertat i certes modificacions en el gir postal. Mesos abans de morir Luca de Tena, Alfons XIII li atorgava el títol de marquès de Luca de Tena per a ell i els seus fills i descendents, «premiant d'aquesta manera els grans i constants serveis que a la nació i a la monarquia ha prestat l'il·lustre patrici». A l'hora de morir, Luca de Tena va disposar que la seva esquela només tingués un títol: periodista.